# Protektorat Adeński
Protektorat Adeński (ang. Aden Protectorate, arabski: عدن حماية / Himāyah Adan) był brytyjskim protektoratem w południowej Arabii, istniejącym w latach 1886–1963. Administracyjnie dzielił się na dwie części: Zachodni Protektorat Adenu z największym miastem Lahidż (na północ od miasta Aden) i Wschodni Protektorat Adenu z głównym ośrodkiem w porcie Al-Mukalla. Obejmował prawie całe terytorium Jemenu Południowego, oprócz obszaru Kolonii Adeńskiej. Obecnie część Jemenu.

## Historia
Protektorat Adeński powstał na obszarach formalnie poddanych zwierzchności osmańskiej, a w praktyce rządzonych samodzielnie przez miejscowych arabskich feudałów, którym Brytyjczycy (usadowieni od 1839 w Adenie) stopniowo narzucili uzależniające traktaty. Do 1917 protektorat podlegał władzom kolonialnym Indii Brytyjskich, następnie bezpośrednio brytyjskiemu Foreign Office. Składał się z kilkunastu niezależnych od siebie sułtanatów, kilku emiratów, szejkanatów i związków plemiennych, spośród których sześć (Sułtanat Audhali, Emirat Beihan, Emirat Dhala, Sułtanat Fadhli, Sułtanat Dolnej Yafy, Szejkanat Górnego Aulaqi) w lutym 1959 połączyło się w Federację Arabskich Emiratów Południa. W wyniku dalszych procesów integracyjnych Protektorat Adeński został rozwiązany, a na jego obszarze w latach 1963–1967 funkcjonowały dwa odrębne organizmy państwowe pod protekcją brytyjską: Protektorat Arabii Południowej i Federacja Arabii Południowej. 